# Aeroportul Groningen Eelde
Aeroportul Groningen Eelde (IATA: GRQ, ICAO: EHGG) este un aeroport din Tynaarlo, Drenthe, Țările de Jos ce deservește zona Groningen. Aeroportul a fost tranzitat în 2022 de 87.205 pasageri. A fost deschis în 23 mai 1931 și numit după zona deservită.
Situat la o altitudine de 5 m, aeroportul dispune de 1 pistă.

## Infrastructură

### Piste
Aeroportul dispune de o singură pistă. Pista are orientarea 05/23. 